# 車田秋次
車田 秋次（くるまだ あきじ、1887年4月10日 - 1987年）は日本の牧師。ホーリネス教会の初期に、中田重治監督の側近の五教授の一人として活躍。戦後は、日本ホーリネス教団の創設者で、同教団の指導者となった。

## 生涯

### 初期
1887年、茨城県東茨城郡下古内（現・城里町）の農家の三男に生まれた。1901年3月に高等小学校の課程を卒業したが、経済上の理由で中学には進学できず電信員になった。1904年 宇都宮でアーネスト・A・キルボンに英語を学び、山崎亭治と森五郎と共に、中田重治より洗礼を受ける。
上京して東洋宣教会の聖書学院で学び伝道者になるが、1908年頃に日本基督教電信員協会の伝道者になり、チャールズ・カウマンとアーネスト・キルボルンの応援により、「天よりの電報」（焔の舌の別冊）を発行した。
1912年5月、キルボルンと共に、朝鮮に渡り、京城に建設した聖書学院の献堂式に出席した。1914年 聖教団事件の後に辞任した笹尾鉄三郎の後をついで、淀橋教会の二代目牧師に就任する。すぐに中田重治が淀橋教会三代目の牧師になる。1924年の年会で柏木聖書学院の院長に就任する。6年後に中田重治に院長を引き継ぐ。後に、アメリカのテイラー大学で学び、神田ホーリネス教会を牧会しながら、聖書学院の院長を務めた。

### 分裂事件

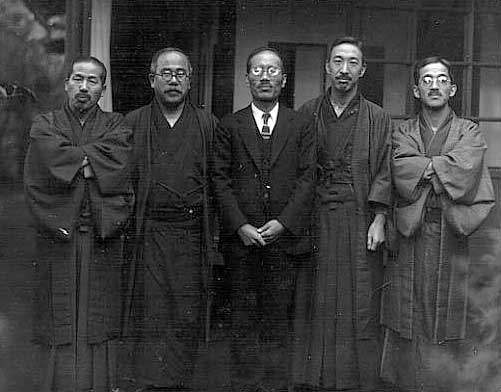
聖書学院の五教授（左から、米田豊、一宮政吉、菅野鋭、小原十三司、車田秋次）

1933年 五教授（車田秋次、米田豊、小原十三司、一宮政吉、菅野鋭）の一人として、中田重治監督を解任する。1936年10月 ホーリネス教会が中田派のきよめ教会と分裂（ホーリネス分裂事件）して、日本聖教会が設立され、車田が初代監督になる。

### 迫害
1941年 日本基督教団が設立された時に、第六部の代表である参与になる。1942年6月 車田が神田教会の牧師の時に、車田らホーリネス系の牧師たちが治安維持法違反で一斉に検挙される。一審で懲役2年の実刑判決を受ける。

### 戦後
1949年 東洋宣教会の三代目理事長のレテー・カウマンより、ホーリネス教会再建の申し出があり、日本ホーリネス教団を創設して、初代総理になる。1950年 東京聖書学院を創設して、院長になる。1961年 日本ホーリネス教団の代表として、新改訳聖書刊行会に加わる。
1967年 総理制を廃止して、委員制になり、初代院長に本郷善次郎が就任する。1976年 東京聖書学院の院長を引退して、名誉院長になり、小林和夫が院長になる。
1982年日本キリスト教文化協会からキリスト教功労者の表彰を受ける。1987年 死去

## 著書
- 『御霊の法則、わが生涯の回想』
- 『聖潔のバプテスマ』1987年